# Raceloma
Raceloma is een geslacht van kevers uit de familie van de bladsprietkevers (Scarabaeidae). Het geslacht werd voor het eerst wetenschappelijk beschreven in 1877 door James Livingston Thomson.

## Soorten
- Raceloma jansoni Distant, 1897
- Raceloma leopoldi Bourgoin, 1931
- Raceloma natalensis (Hope, 1841)